# Eyzeh Maqom Nifla
Eyzeh Maqom Nifla é um filme de drama israelita de 2005 dirigido e escrito por Eyal Halfon. Foi selecionado como representante de Israel à edição do Oscar 2006, organizada pela Academia de Artes e Ciências Cinematográficas.

## Elenco
- Uri Gavriel
- Evelyn Kaplun
- Avi Oriah